# إبراهيما آية
إبراهيما آية (بالفرنسية: Ibrahima Aya)‏ هو كاتب مالي، ولد في 10 أكتوبر 1967 في بلدية غاوندام ‏ في مالي.